# Meze
Meze (cũng được gọi là mezze)(/ˈmɛzeɪ/) chỉ các món ăn nhỏ phục vụ như là món khai vị trong các bộ phận của Trung Đông, các nước vùng Balkans, Hy Lạp, và Bắc Phi. Ở các khu vực Hồi giáo, meze thường được phục vụ như một phần của bữa ăn nhiều món, trong khi ở Hy Lạp và Balkan, chúng được sử dụng nhiều hơn như là đồ ăn nhẹ trong khi sử dụng đồ uống hoặc nói chuyện.